# Oglasa maculosa
Oglasa maculosa är en fjärilsart som beskrevs av Walker 1864. Oglasa maculosa ingår i släktet Oglasa och familjen nattflyn. Inga underarter finns listade i Catalogue of Life.